# Моніторинг землі
Моніторинг землі — система спостережень за станом земельного фонду з метою своєчасного виявлення змін, їх оцінки, відвернення й ліквідації наслідків негативних процесів.
Види моніторингу:
- глобальний (пов'язаний з міжнародними науково-технічними програмами);
- національний (охоплює всю територію країни);
- регіональний (на територіях, що характеризуються єдністю фізико-географічних, екологічних та економічних умов);
- локальний (на територіях нижче регіонального рівня до територій окремих земельних ділянок і елементарних структур ландшафтно-екологічних комплексів).